# Steinstücken

Mapa Steinstücken

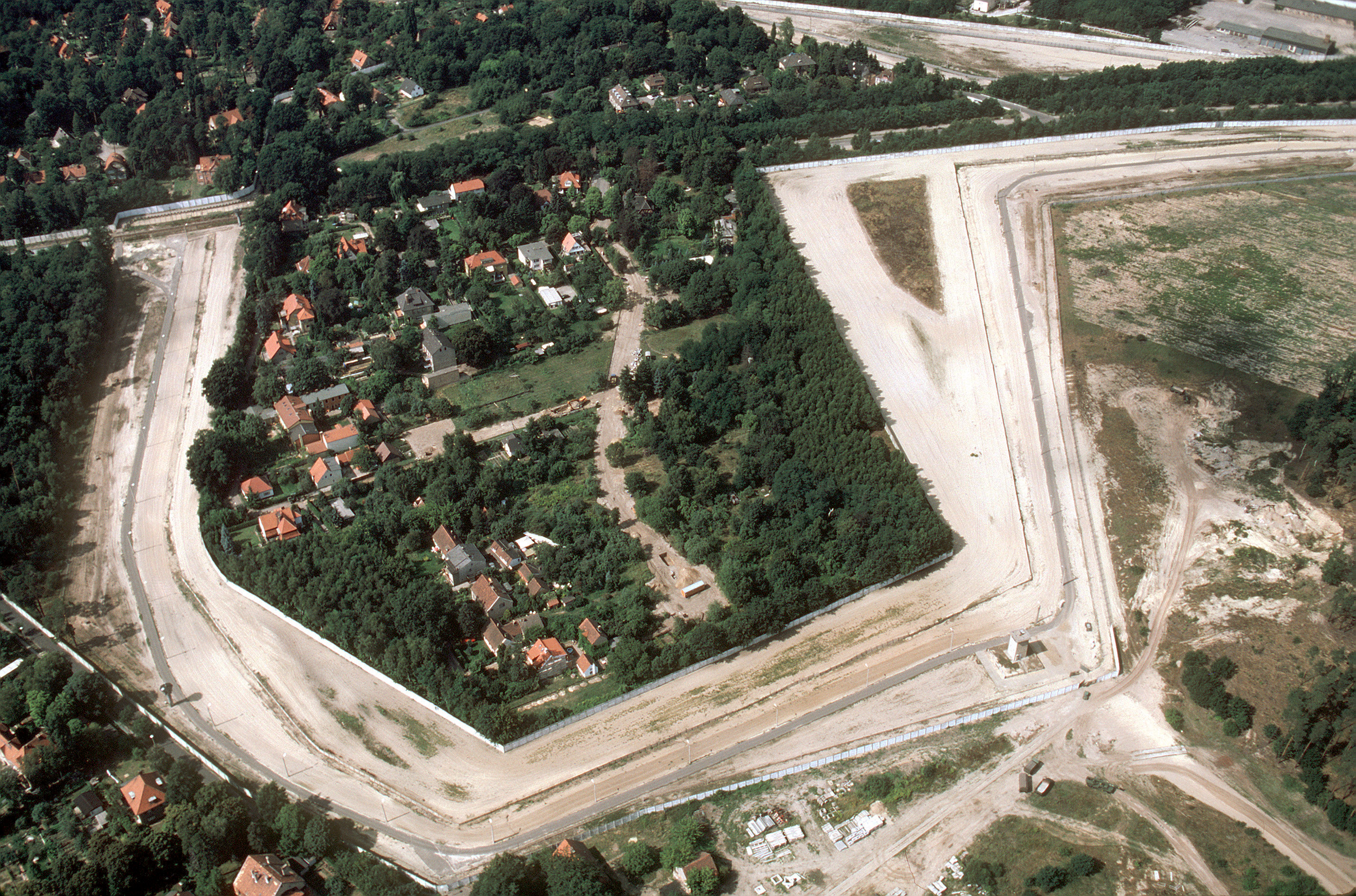
Widok z powietrza na eksklawę

Steinstücken – eksklawa Berlina Zachodniego na terenie gminy Steglitz-Zehlendorf w dzielnicy Wannsee, o powierzchni ok. 12 hektarów, zamieszkana przez ok. 200 mieszkańców. W latach 1945–1971 była jedyną zamieszkałą eksklawą w radzieckiej strefie okupacyjnej i później NRD. Eksklawa była oddalona od granicy Berlina Zachodniego o 1200 metrów.

## Historia
Steinstücken jest położone na terenach uprawnych należących do wsi Wendisch Stahnsdorf, która zapewne była opuszczona w momencie, gdy nazwa pojawiła się na liście miast i wsi w 1375 r. W 1787 r. wieś Stolpe kupiła 151 akrów ziemi, włącznie z częścią Lasu Poczdamskiego. W 1817 r. powstała tu niewielka osada nazwana Steinstücken, co upamiętniało znalezienie na terenie wsi skał z epoki lodowej. W 1898 r. Stolpe stała się częścią Wannsee, która w 1920 r. została wcielona do Berlina. Włączone zostało również Steinstücken (bez Lasu Poczdamskiego), mimo że fizycznie nie było połączone z miastem.

## Enklawa
18 października 1952 r. oddziały policji NRD Volkspolizei zajęły bezprawnie Steinstücken, wycofały się jednak cztery dni później po proteście Amerykanów. Władze NRD wprowadziły w odpowiedzi kontrole graniczne wokół Steinstücken. Po wybudowaniu Muru Berlińskiego w enklawie stacjonowało trzech żołnierzy amerykańskich. Łączność z Berlinem zapewniały helikoptery. Dopiero po podpisaniu traktatu czterech mocarstw w 1971 r. Steinstücken uzyskało w drodze wymiany terytorium korytarz o długości 900 m i szerokości 100 łączący je z Berlinem, otoczony po obu stronach murem. W 1972 r. mieszkańcy eksklawy uzyskali połączenie autobusowe z miastem (linia 118). Na początku energię elektryczną i wodę dostarczała NRD, później obowiązek ten przejęło miasto Berlin.